# Melanotrichus vestitus
Melanotrichus vestitus är en insektsart som först beskrevs av Philip Reese Uhler 1890.  Melanotrichus vestitus ingår i släktet Melanotrichus och familjen ängsskinnbaggar. Inga underarter finns listade i Catalogue of Life.